# Räksmörgås

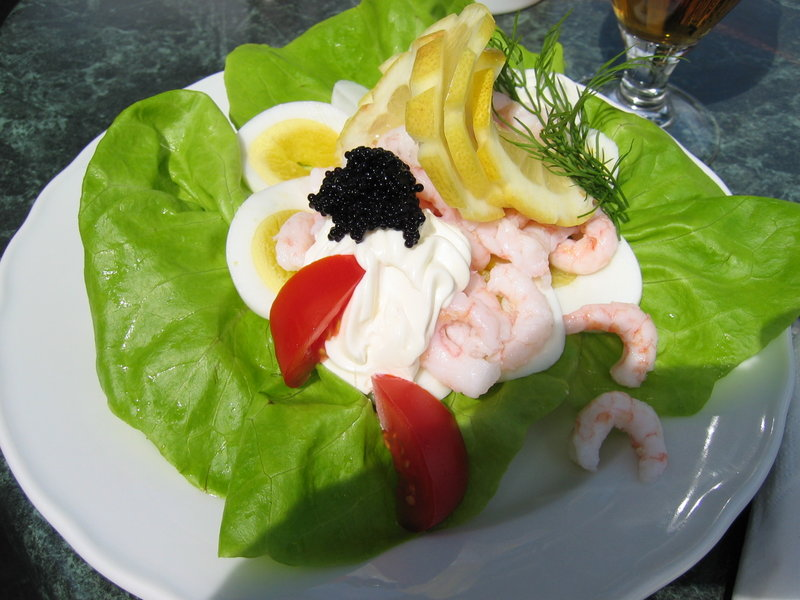
En räksmörgås.

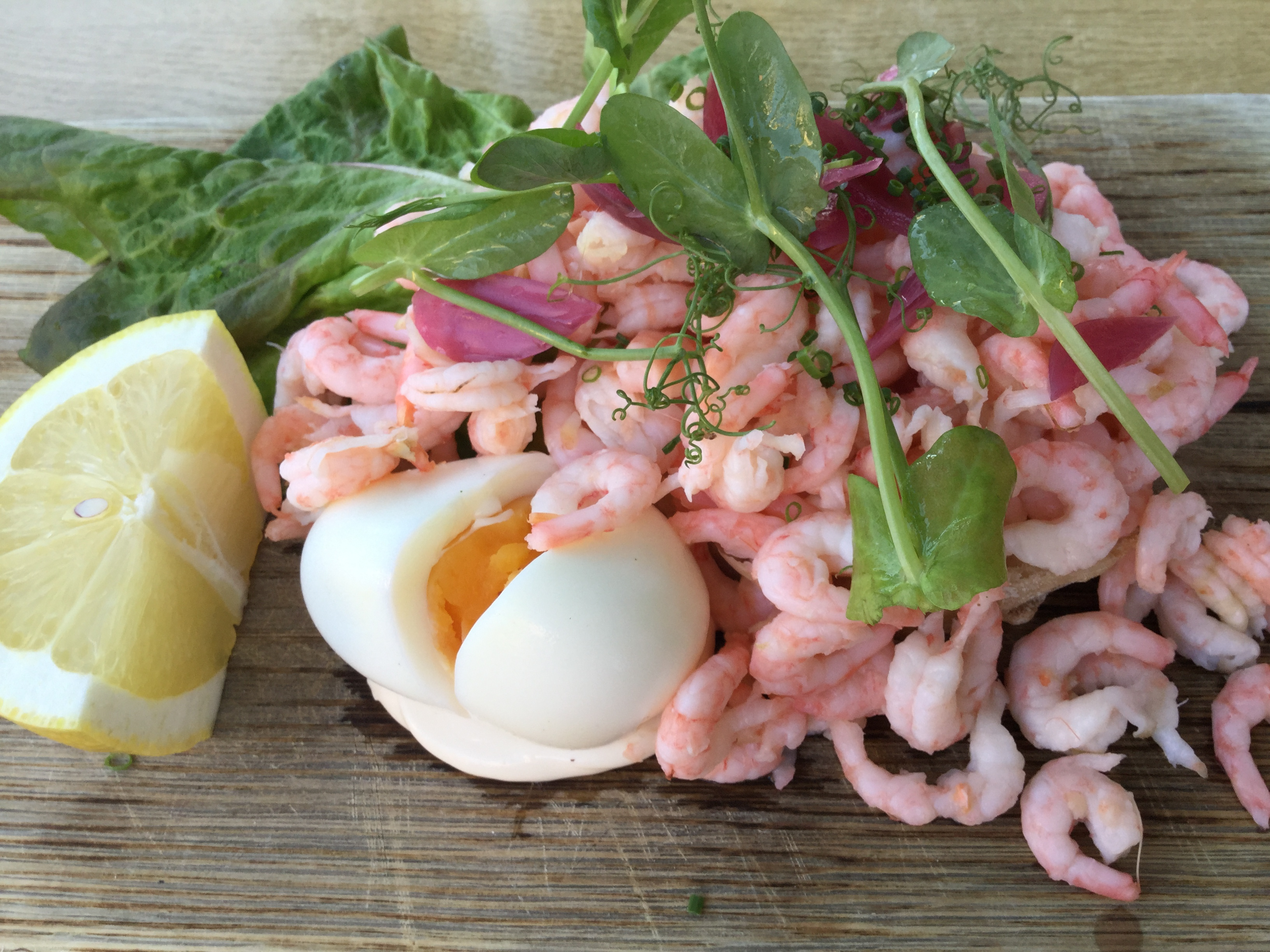
Räksmörgås à la Vimmerby stadshotell.

Räksmörgås eller räkmacka är en smörgås med räkor som pålägg. Förutom räkor ingår ofta pålägg som majonnäs, ägg, kaviar och citron. En räksmörgås kan vara formad som en "landgång".

## Andra betydelser
Maträtten ingår också i uttrycket glida in på en räkmacka, som betyder att "ha det lätt".
Ordet "räksmörgås" används ibland som test av datorsystem, eftersom det innehåller alla tre av de specifikt svenska bokstäverna ÅÄÖ, en enkel form av pangram.

## Räkmackans dag
Sedan år 2010 firas 14 oktober varje år som "räkmackans dag", på initiativ av Arlanda flygplats.